# Henri-Benjamin Rabaud
Henri-Benjamin Rabaud (francès: Henri Rabaud)  (8è districte de París, 10 de novembre de 1873 - París, 11 de setembre de 1949) fou un compositor i director d'orquestra francès, fill del violoncel·lista Hippolyte Francois Rabaud.
Foren els seus mestres Caussade, Massenet i Tandon; el 1894 aconseguí el primer premi de Roma i l'any següent envià des d'allà el seu primer treball de pensionat, una simfonia a gran orquestra, en la que ja s'hi podia apreciar la sorgint personalitat de l'autor. Tornat a París, feu executar un quartet per a instruments de corda (1898) i el (1899) la seva Segona simfonia, una suite o rapsòdia sobre cançons populars russes i poema simfònic La professó nocturna. En aquests anys a París tingué alguns alumnes del seu instrument, entre ells el rus Joseph Malkin.
Cada vegada més en domini del seu art, continua produint obres, de les que cadascuna evidenciava un progrés sobre l'anterior i una maduresa i ponderació impròpies d'un artista que no havia complert encara trenta anys. Tals són el poema Ègloga, l'oratori Job, el Psalm IV i l'òpera La fille de Roland (1904), feliç iniciació en el gènere dramàtic que encara no havia cultivat i que li valgué un triomf ple i rotund. Malgrat tot, a partir de llavors i sense que s'hagi pogut esbrinar els motius, el mestre emmudí per complet i ja estava quasi oblidat de públic i critica. Quan el 1914, poc temps abans d'esclatar la guerra europea, sorprengué al món musical amb la seva nova òpera còmica Marouf, savetier du Caire, que assolí un èxit definitiu i que consagrà al seu autor com una de les primeres figures de la música francesa. Marouf, que per culpa dels tràgics esdeveniments que transformaren la faç del món, hagués popularitzat el nom de l'autor, fou representat, això no obstant, durant la guerra, amb gran èxit en diversos teatres i ja cap a l'octubre de 1919 a Barcelona públic i critica confirmaren la reputació de què Marouf venia precedida.
Pel seu estil i pels seus procediments, dista tant de l'escola wagneriana com de la moderníssima francesa representada principalment per Debussy i Ravel. I això no vol dir que la seva música sigui de tall antiquat, en canvi, en aquesta hi ha tots els factors modernistes de la tècnica i, a més, un viu sentiment del ritme i un instint teatral de primer orde. Qualitats que el podien situar més bé entre els russos. Rabaud va ser director de la Gran Òpera de París i fou membre de l'Institut des del 1918; a més de les obres ja mencionades, se li deu la música pel drama de Lucien Nepoty Le premiar glaive, representat en les Arenes de Besiers el 1908.